# Timothy Munnings
Timothy Alexander Munnings, detto Tim (Nassau, 22 giugno 1966), è un ex velocista bahamense, specializzato nei 400 metri piani.
In carriera è stato campione mondiale della staffetta 4×400 metri a Edmonton 2001.

## Record nazionali

### Seniores
- Staffetta 4×400 metri indoor: 3'08"76 ( Budapest, 7 marzo 2004) (Dennis Darling, Troy McIntosh, Timothy Munnings, Chris Brown)

## Palmarès
| Anno | Manifestazione          | Sede          | Evento      | Risultato | Prestazione | Note             |
| ---- | ----------------------- | ------------- | ----------- | --------- | ----------- | ---------------- |
| 1995 | Mondiali                | Göteborg      | 4×400 m     | Batteria  | 3'02"85     |                  |
| 1996 | Giochi olimpici         | Atlanta       | 4×400 m     | 7º        | 3'02"71     |                  |
| 1999 | Mondiali                | Siviglia      | 4×400 m     | 6º        | 3'02"74     |                  |
| 2000 | Giochi olimpici         | Sydney        | 4×400 m     | Bronzo    | 2'59"23     | [ 1 ]            |
| 2001 | Mondiali                | Edmonton      | 4×400 m     | Oro       | 2'58"19     | Record nazionale |
| 2002 | Giochi del Commonwealth | Manchester    | 400 m piani | Batteria  | dq          |                  |
| 2002 | Giochi del Commonwealth | Manchester    | 4×400 m     | Bronzo    | 3'01"35     |                  |
| 2003 | Mondiali indoor         | Birmingham    | 4×400 m     | Batteria  | dq          |                  |
| 2003 | Giochi panamericani     | Santo Domingo | 4×400 m     | 5º        | 3'05"50     |                  |
| 2004 | Mondiali indoor         | Budapest      | 4×400 m     | 5º        | 3'17"57     |                  |
| 2006 | Mondiali indoor         | Mosca         | 4×400 m     | Batteria  | dnf         |                  |